# Kinosternidae
Famille
Les Kinosternidae sont une famille de tortues cryptodires. Elle a été décrite par Louis Agassiz en 1857.

## Répartition
Les espèces de cette famille se rencontrent en Amérique du Nord, en Amérique centrale et en Amérique du Sud.

## Étymologie
Kinosternidae reprend l'étymologie du genre Kinosternon dont le nom dérive du grec kineo, « qui se déplace », et sternon, « poitrine », en référence au plastron mobile des espèces concernées.

## Liste des genres
Selon TFTSG (21 juin 2011) :
- sous-famille Kinosterninae Agassiz, 1857
  - genre Kinosternon Spix, 1824
  - genre Sternotherus Bell, 1825
- sous-famille Staurotypinae Gray, 1869
  - genre Claudius Cope, 1865
  - genre Staurotypus Wagler, 1830

## Publication originale
- Agassiz, 1857 : Contributions to the Natural History of the United States of America. Little, Brown & Co., Boston, vol. 1, p. 1-452 (texte intégral).